# Großsteingrab Blåkærgård 2
Das Großsteingrab Blåkærgård 2 war eine megalithische Grabanlage der jungsteinzeitlichen Nordgruppe der Trichterbecherkultur im Kirchspiel Uggeløse in der dänischen Kommune Allerød. Es wurde im späten 19. oder frühen 20. Jahrhundert zerstört.

## Lage
Das Grab lag südlich des Mølleåens Golf Klub am Südende des Blåkærvej, kurz vor dessen Einmündung in den Ganløsevej. In der näheren Umgebung gibt bzw. gab es zahlreiche weitere megalithische Grabanlagen.

## Forschungsgeschichte
Im Jahr 1890 führten Mitarbeiter des Dänischen Nationalmuseums eine Dokumentation der Fundstelle durch. Bei einer weiteren Dokumentation im Jahr 1942 waren nur noch Spuren der völlig zerstörten Anlage zu erkennen.

## Beschreibung
Die Anlage besaß eine ostnordost-westsüdwestlich orientierte rechteckige Hügelschüttung mit einer Länge von 24 m und einer Breite von 5,5 m. Von der Umfassung waren 1890 noch acht Steine erhalten: drei stehende und ein umgekippter im Süden, zwei stehende im Westen sowie ein stehender und ein umgekippter im Norden.
Der Hügel enthielt zwei Grabkammern. Die erste lag 0,6 m vom ostnordöstlichen Ende des Hügels entfernt und ist als Urdolmen anzusprechen. Sie war nord-südlich orientiert und hatte einen rechteckigen Grundriss. Sie hatte eine Länge von 1,2 m, eine Breite von 0,9 m und eine Höhe von 1 m. 1890 waren noch der nördliche Abschlussstein, der westliche Wandstein sowie ein Schwellenstein an der Südseite erhalten.
Die zweite Kammer lag 7 m vom ostnordöstlichen Ende des Hügels entfernt und ist ebenfalls als Urdolmen anzusprechen. Sie war nord-südlich orientiert und hatte einen rechteckigen Grundriss. Sie hatte eine Länge von 1,8 m und eine Breite von 1,1 m. 1890 waren noch der nördliche Abschlussstein und der westliche Wandstein erhalten.